# 1915 (영화)
《1915》는 미국에서 제작된 알렉 모우히비안 감독의 2015년 사이코스릴러 드라마 영화이다. 시몬 압카리언 등이 주연으로 출연하였다.
《1915》는 2015년 4월 17일 미국에서 극장 개봉되었으며 개봉한 주말 데뷔 영화로는 2위로 박스오피스에 순위를 올렸다. 4월 23일 러시아에서, 4월 25일 아르메니아에서 개봉되었다. 2015년 12월, 튀르키예에서 레이크 밴(Lake Van) 국제 영화제의 일부로 상영되었고 7월의 특별상(Special Jury Prize)을 수상했다.

## 출연

### 주연
- 시몬 압카리언
- 안젤라 사라피언
- 사뮤엘 페이지
- 니콜라이 킨스키
- 짐 피독
- 데브라 크리스토퍼슨

### 조연
- 코트니 핼버슨
- 로버트 홀락
- 마일즈 크랜포드